# Trachelium lanceolatum
Il trachelio siciliano (Trachelium lanceolatum Guss., 1843) è una pianta appartenente alla famiglia delle Campanulacee, endemica della Sicilia.

## Descrizione
È una pianta erbacea camefita suffruticosa, alta 30–60 cm, con rami legnosi terminanti in scapi erbacei eretti.
Le foglie inferiori, addensate alla base, sono lineari-spatolate con margine dentellato, mentre quelle cauline sono ridotte a squame lineari.
I fiori, riuniti in una infiorescenza a corimbo del diametro di 5–7 cm, presentano una corolla violacea stretta e tubulosa e un collo corollino molto allungato. Fiorisce da maggio a giugno.

## Distribuzione e habitat
Specie endemica dei Monti Iblei, predilige le rupi calcaree ombreggiate, da 0 a 400 m di altitudine.